# طوبة (شهر مصري)
طوبة هو الشهر الخامس من التقويم المصري. وفي التقويم الجريجوري يبدأ من 9 يناير إلى 7 فبراير. وهو أول شهر في موسم پرت (أي النماء) في مصر القديمة. واسمه بالديموطيقية أمسو - خم، وهي صيغة من أسماء الإله أمون رع، لكن اسمه الحالي مشتق من اسمه في الدولة الحديثة «تا عبت» وهو اسم القربان الوفير.

## أمثال مصرية عن الشهر
- طوبة يخلي الصبية كركوبة.
- طوبة بينشف العرقوبة
- طوبة يلى مبلتيش عرقوبة

## اقرأ أيضا
- فصل البذر